# Kaman Compound Seasprite
Kaman Compound Seasprite – amerykański śmigłowiec eksperymentalny, którego celem było osiągnięcie dużych prędkości, niedostępnych dla standardowych maszyn. Śmigłowiec powstał w oparciu o maszynę Kaman SH-2A Seasprite. Dużą prędkość w locie maszyny miały zapewnić dodatkowe skrzydła i silniki odrzutowe.

## Historia

### Geneza
Najważniejsza zaletą śmigłowca w porównaniu do samolotów, jego zdolność do pionowego startu i lądowania jest również cechą, która nie pozwala tego typu konstrukcjom dorównać lub osiągnąć przewagi nad samolotami w prędkości lotu poziomego. W praktyce, śmigłowce bez dodatkowych modyfikacji są w stanie osiągnąć prędkość maksymalną rzędu 300 km/h. Prędkość lotu poziomego helikopterów zależy od dwóch czynników, od prędkości obrotowej łopat wirnika głównego oraz od jego powierzchni czyli długości łopat. Instalując mocniejsze silniki a tym samym zwiększając prędkość obrotową wirnika oraz montując dłuższe łopaty można zwiększać prędkość śmigłowca. Obydwa elementy mają swoje ograniczenia, do najważniejszych z nich należy wytrzymałość łopat wirnika i elementów mocujących ich do głowicy wirnika, które narażone są na działania potężnych sił odśrodkowych powstałych w wyniku ruchu obrotowego oraz zjawisko gwałtownego spadku siły ciągu wirnika i wzrostu oporu do jakiego dochodzi po osiągnięciu dużej prędkości lotu. Dzieje się tak podczas lotu do przodu maszyny, elementy łopat nacierających wirnika głównego, poruszających się w kierunku lotu, mają znacznie większą prędkość liniową względem powietrza niż łopaty powracające, poruszające się w kierunku przeciwnym niż kierunek lotu śmigłowca. Gdy maszyna zwiększa prędkość końcówki łopat nacierających mogą osiągnąć i przekroczyć tak zwaną krytyczną liczbę Macha a na końcówkach łopat powracających wzrasta ich kąt natarcia co w konsekwencji może doprowadzić do ich przeciągnięcia. Wymienione zjawiska stanowią barierę, która uniemożliwia osiągnięcie przez śmigłowce prędkości zbliżonych do tych, jakie osiągają samoloty.
Najprostszym sposobem uzyskania większej prędkości w locie poziomym śmigłowca jest odciążenie wirnika w wytwarzaniu większej siły nośnej. Tym samym można zmniejszyć prędkości obrotową wirnika i przesunąć moment przeciągnięcia łopat wirnika do osiągnięcia większej prędkości lotu. Zadanie to mogą pełnić dodane do konstrukcji skrzydła umieszczone po bokach kadłuba, które generują dodatkową siłę nośną. Niestety i ta metoda ma swoje ograniczenia, zmniejszenie prędkości wirnika czyli zmniejszenie mocy silnika powoduje spadek prędkości w locie poziomym. Przeciwdziałać temu zjawisku można instalując dodatkowe źródło napędu wytwarzające poziomą siłę ciągu. Tego typu śmigłowce, z dodatkowym napędem i/lub pomocniczymi skrzydłami przyjęto nazywać compound helicopters (śmigłowce zespolone) lub hybrid helicopters (śmigłowce hybrydowe).

### Projekt
Projekt nowej maszyny mającej posłużyć do badań w locie śmigłowców zdolnych do lotów z dużą prędkością powstał pod patronatem US Army Transportation Research Command. Po rezygnacji z projektu Tomahawk, którego celem była zaprojektowanie i budowa nowego śmigłowca bojowego oznaczonego jako H-2 Tomahawk, US Army dysponowało trzema egzemplarzami UH-2A użyczonymi jej przez United States Navy. Jeden z nich, o numerze seryjnym BuNo 147978 przeznaczony został do   modyfikacji w celu uzyskania zdolności do lotów z dużą prędkością. W tym celu zachowując oryginalną konstrukcję i niezmieniony silnik turbinowy, po prawej stronie kadłuba zamontowano dodatkowy silnik odrzutowy General Electric YJ85 o ciągu maksymalnym 11,0 kN. Tak zmodyfikowana maszyna do swojego dziewiczego lotu wzbiła się w powietrze 26 listopada 1963 roku. W trakcie prób trwających do września następnego roku osiągnięto w locie poziomym prędkość 348 km/h. W lutym 1965 roku śmigłowiec poddano kolejnej modyfikacji polegającej na dodaniu dodatkowych skrzydeł po obydwu stronach kadłuba o rozpiętości 10,75 m. Dzięki temu zabiegowi uzyskano zwiększenie prędkości maksymalnej śmigłowca do 352 km/h. Na początku 1966 roku zakończono badania, śmigłowiec przywrócono do pierwotnej konfiguracji i zwrócono US Navy.